# Maronia (bướm đêm)
Maronia  là một chi bướm đêm thuộc họ Erebidae.

## Hình ảnh

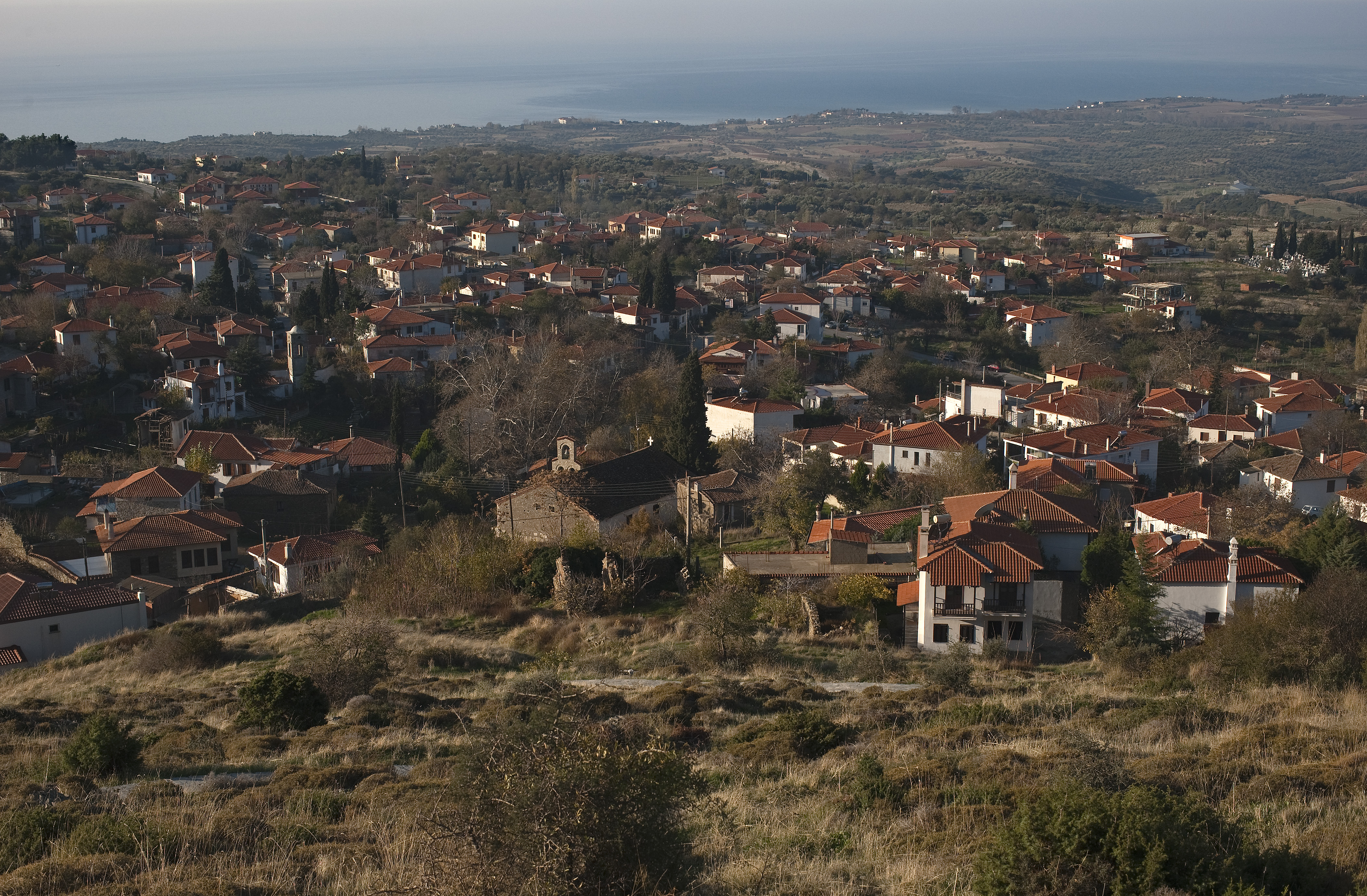
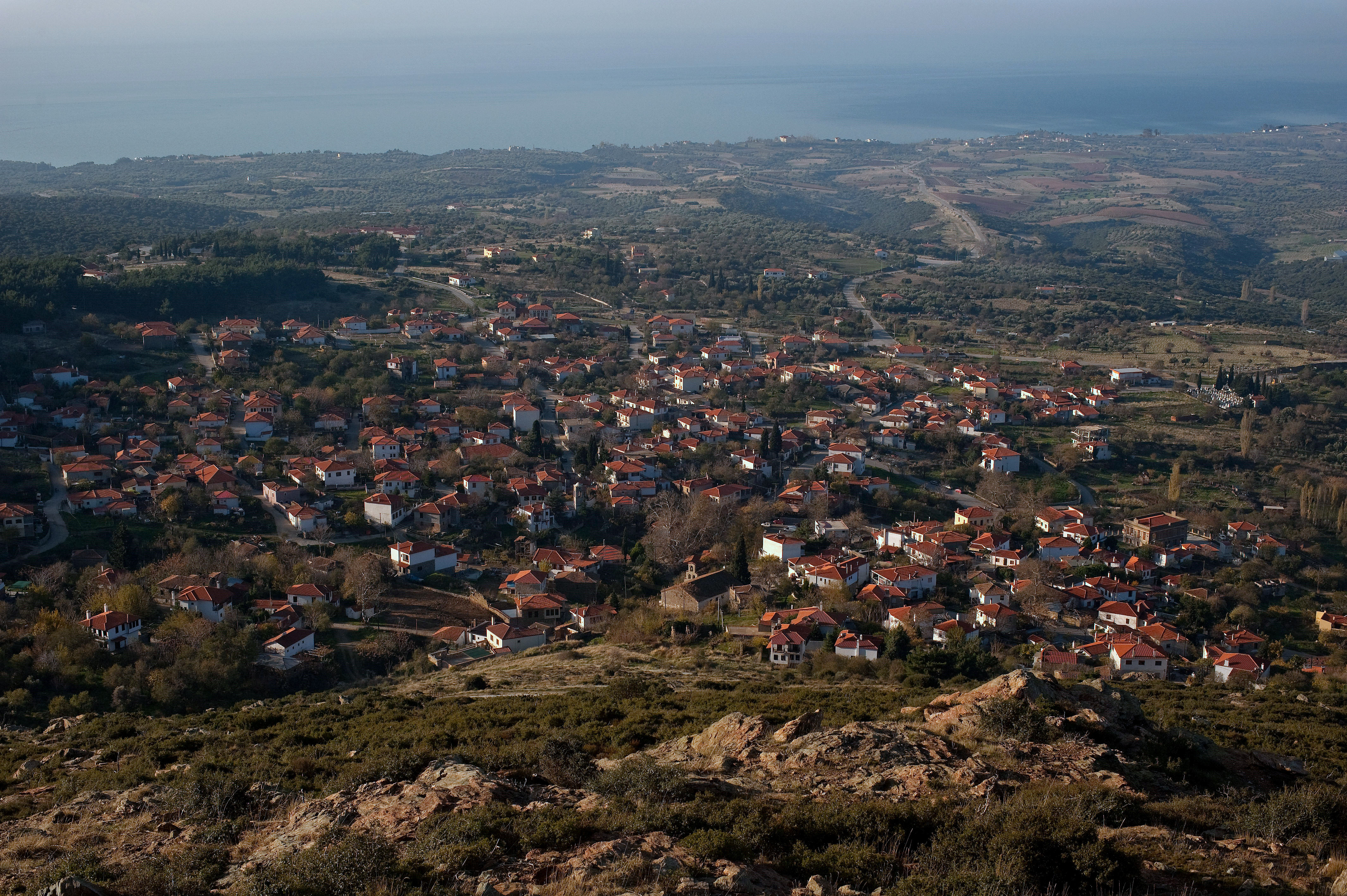
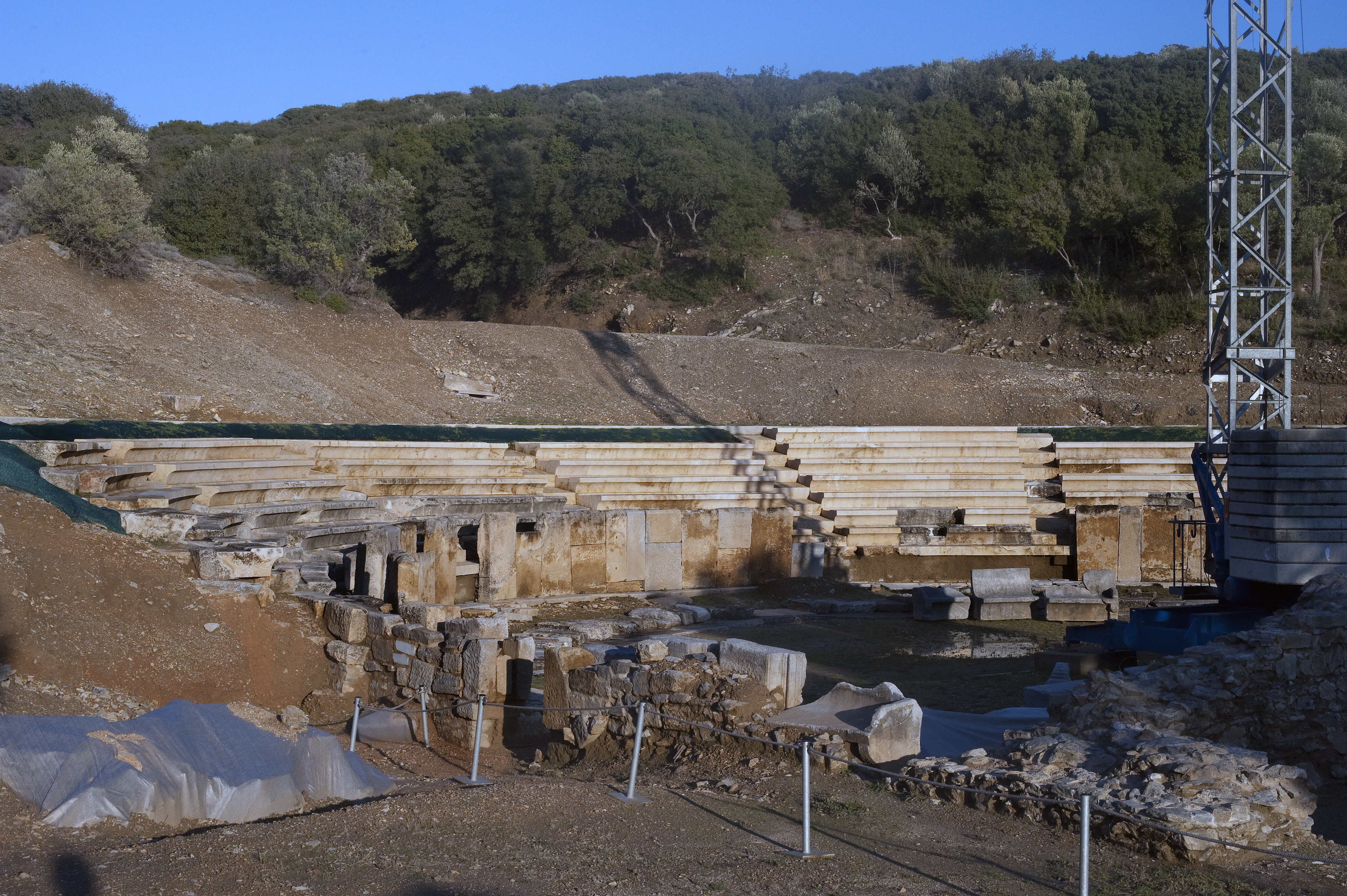